# Victor Civita
Victor Civita (New York, 1907. február 9. – São Paulo, 1990. augusztus 24.) olaszországi zsidó származású brazil újságíró.

## Családja
Amerikában született olasz szülőktől, édesapja zsidó volt. A család (a szülők, Victor, César és Daniel) hamarosan visszaköltözött Olaszországba, ahonnan azonban a fajtörvény miatt hamarosan menekülniük kellett, így visszatértek New Yorkba. Victor hamarosan Brazíliába, São Pauló-ba költözött, ahol újjáalapította az Editora Abril kiadót. Fia, Roberto Civita is üzletember lett.